# Первый триумвират
Первый триумвира́т — политический союз в древнем Риме в составе Гая Юлия Цезаря, Гнея Помпея Великого и Марка Лициния Красса.

## Название
Объединение трёх политиков известно в настоящее время как первый триумвират (лат. triumviratus — «союз трёх мужей»), однако этот термин возник по аналогии с более поздним вторым триумвиратом, члены которого официально именовались триумвирами. В античных источниках единой традиции нет: современник событий Варрон, например, оставил целый памфлет о триумвирате, названный «Трёхглавие», Светоний и Веллей Патеркул обозначали триумвират как societas (товарищество, объединение), Ливий — как conspiratio (тайное соглашение, сговор, заговор).

## Образование триумвирата
Организатором триумвирата выступил Цезарь, только что вернувшийся из Дальней Испании в должности пропретора. У стен Рима ему пришлось выбирать между триумфом, на который он надеялся, и консульством. Человек, вошедший в Рим, уже не мог претендовать на триумф, а оставаясь за стенами Рима, Цезарь не мог выставить свою кандидатуру в консулы. Хотя Цезарь просил сенат сделать для него исключение и позволить выставить свою кандидатуру своим друзьям, против этого резко выступил Катон. Но многие сенаторы всё же были готовы поддержать Цезаря, и поэтому Катон устроил обструкцию, произнеся речь, которая заняла всё время заседания. После этого Цезарь отказался от попыток получить и триумф, и консульство сразу, и вошёл в Рим, чтобы выставить свою кандидатуру в консулы.
Примерно в это же время Цезарь вступил в тайные переговоры с Помпеем и Крассом о создании политического союза: в обмен на поддержку Гая двумя самыми влиятельными и богатыми римлянами новый консул обязывался провести несколько законов в их интересах, которые ранее блокировались сенатом. Дело в том, что Помпей, вернувшийся с Третьей Митридатовой войны ещё в 62 году до н. э., до сих пор не добился ратификации всех распоряжений, сделанных в восточных провинциях. Кроме того, Помпей не мог преодолеть сопротивление сената в вопросе о предоставлении земельных наделов ветеранам его армии, чему не помогло даже продвижение своих сторонников в консулы (Кальпурниан в 61 году до н. э., Луций Афраний в 60 году до н. э.). Причины для недовольства сенатом были и у Красса. Марк защищал интересы публиканов (откупщиков налогов), просивших снизить сумму откупа для провинции Азия. Эта территория сильно пострадала во время войны, и сбор налогов в прежнем объёме был затруднителен. Впрочем, сенат отказывался поддерживать эту инициативу. Благодаря объединению вокруг Цезаря оба политика надеялись преодолеть сопротивление сенаторов и провести выгодные для себя законы. Неясно, что получал от союза Цезарь. Бесспорно, ему было выгодно уже само сближение с двумя влиятельными политиками и их не менее высокопоставленными друзьями, клиентами и родственниками. Существует версия, что при организации триумвирата Цезарь вынашивал планы захвата власти с его помощью (подобную точку зрения разделяли, в частности, Теодор Моммзен и Жером Каркопино). Н. А. Машкин критикует подобный подход как основанный на последующих событиях и предполагает, что изначально объединение задумывалось как краткосрочное, но изменение ситуации сплотило участников триумвирата и превратило их союз в долговременный; подобную точку зрения полностью разделял С. Л. Утченко, который также отмечал, что союз имел ещё и ярко выраженную антисенатскую направленность. Наконец, Эрик Грюн предположил, что с помощью триумвирата Цезарь надеялся осуществить собственную программу широких реформ.
Несмотря на то, что Помпей и Красс давно враждовали и даже препятствовали проведению законов в интересах друг друга, Цезарю удалось примирить их. Светоний утверждает, что сперва Цезарь вступил в союз с Помпеем, однако Кристиан Мейер полагает, что сначала он договорился о сотрудничестве с более близким ему Крассом. Не исключено, что планировалось включение в политический союз и четвёртого члена — Цицерона.
Точная дата создания триумвирата неизвестна, что является следствием его тайного характера. Плутарх, Аппиан, Тит Ливий и Дион Кассий свидетельствуют, что договорённость была достигнута до выборов консулов (лето 60 года до н. э.); по данным Светония, это произошло вскоре после выборов, то есть осенью 60 года до н. э. Веллей Патеркул, однако, относит формирование триумвирата к 59 году до н. э. Сообщение единственного современника — Цицерона — представляет собой краткое и неопределённое упоминание неких переговоров в письме к Титу Помпонию Аттику от декабря 60 года до н. э. Вслед за античными писателями различные версии предлагают и современные историки. Робер Этьен полагает, что переговоры о создании триумвирата проходили ещё до вступления Гая в Рим в июле-августе 60 года до н. э., Сергей Утченко относит создание триумвирата к периоду незадолго до выборов или вскоре после их проведения, Эдриан Голдсуорси склоняется к версии о заключении альянса после выборов, Робин Сиджер относит завершение переговоров ко времени после выборов или даже к самому началу 59 года до н. э. и видит в письме Цицерона свидетельство обсуждения частных вопросов вплоть до самого консулата Цезаря, Эрик Грюн считает, что в период выборов Помпей и Красс поддерживали Цезаря по отдельности, а в целом примирение старых противников оказалось сложной задачей и завершилось лишь к 59 году до н. э.

## Деятельность триумвиров

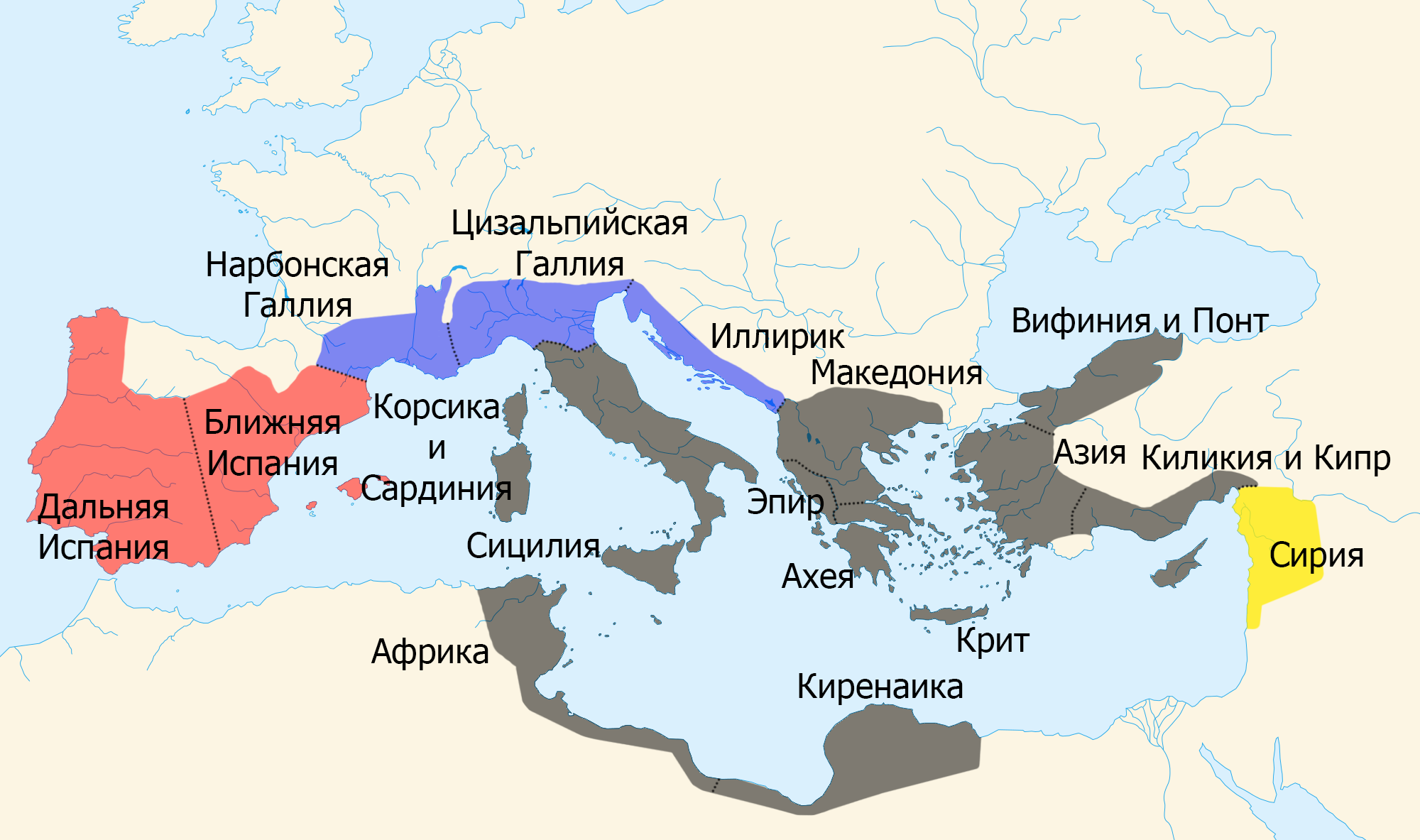
Распределение провинций между триумвирами после совещания в Лукке в 56 году до н. э. (завоевания Цезаря не показаны):
Цезарь: Цизальпийская Галлия, Нарбонская Галлия, Иллирик
Помпей: Ближняя Испания, Дальняя Испания
Красс: Сирия
Другие провинции Римской республики

Благодаря поддержке известнейшего на тот момент полководца Помпея и богатейшего из римлян Красса Цезарь был выбран консулом на 59 год до н. э. В то же время, его коллегой стал ставленник сената Марк Кальпурний Бибул, с которым Цезарь вступил в непрекращавшийся до окончания их совместного консульства конфликт. Цезарю удалось провести закон о разделе земли между неимущими и о выводе колоний, причём второй консул Бибул даже не был допущен на форум — сторонники Цезаря и Помпея сперва ему на голову вывернули корзину навоза, а его ликторам сломали фасции, после чего забросали Бибула и его сторонников камнями. Также в дополнение к этому закону было принято постановление, по которому все сенаторы должны были принести клятву в обязательстве выполнять закон. Затем был принят закон о разделе земель в Кампании. Катона, решительно протестовавшего против принятия этого закона, Цезарь приказал отправить в тюрьму, но вскоре сам же освободил его. Также Цезарь утвердил сделанные Помпеем в Азии распоряжения, которые ранее отказался утверждать сенат. Несмотря на традиционный принцип коллегиальности, Цезарь фактически узурпировал власть и перестал созывать сенат, так что некоторые стали даже именовать 59 год «годом Юлия и Цезаря» вместо традиционной нормы. Однако политический вес Цезаря был в то время ещё незначительным, и считалось, что он проводит свои радикальные законы в интересах Помпея. Например, известно, что Цицерон в мае 59 года говорил о намерении Помпея установить тиранию как о широко распространённом мнении.
Цезарь добился, чтобы ему в ранге проконсула доверили управление Цизальпийской Галлией, Нарбонской Галлией и Иллириком на 5 лет. В 56 году до н. э. на совместном совещании триумвиров в Лукке было принято решение о продлении проконсульства Цезаря ещё на 5 лет.
В 53 году до н. э. Марк Лициний Красс, отправившись на войну с Парфией, погиб, и триумвират прекратил своё существование.